# Savinja (region statystyczny)
Region statystyczny Savinja (słoweń. savinjska statistična regija) – region statystyczny Słowenii. Największym miastem w regionie, a zarazem jego stolicą, jest Celje. Jego nazwa pochodzi od rzeki Savinja.
Region jest bardzo zróżnicowany pod względem geografii naturalnej; obejmuje głównie zalesiony teren górski atrakcyjny dla turystów (Dolina Górnej Savinji i część Alp Kamnicko-Sawińskich), żyzną Dolną Dolinę Savinji z dobrymi warunkami do uprawy chmielu, wzgórza Kozje i Kotlinę Velenje ze złożami węgla brunatnego, wykorzystywanego do produkcji energii elektrycznej. W 2013 roku region zainwestował ponad 127 mln EUR w ochronę środowiska (najwięcej ze wszystkich regionów). W 2013 roku region odpowiadał za 14% utworzonych i 8% zamkniętych przedsiębiorstw. Region ma dobre warunki naturalne dla rolnictwa. W 2013 roku w regionie tym było ponad 11 000 gospodarstw rolnych, co stanowi 15% wszystkich gospodarstw rolnych w Słowenii, plasując region tuż za regionem statystycznym Drawa. Pod względem użytkowanej powierzchni rolniczej i hodowli zwierząt gospodarskich region ten znalazł się również na drugim miejscu. Region ten jest znanym i popularnym celem podróży turystycznych. W 2012 roku przyjazdy turystów i noclegi w regionie stanowiły 11,1% wszystkich przyjazdów turystów do Słowenii i 15,0% wszystkich noclegów. Średnio turyści spędzali tam cztery noce.

## Miasta i miasteczka
Region statystyczny Savinja obejmuje 9 miast i miasteczek, z których największym (a zarazem jego stolicą) jest Celje.
| Stopień | Nazwa             | Populacja (2021) |
| ------- | ----------------- | ---------------- |
| 1.      | Celje             | 37 392           |
| 2.      | Velenje           | 25 538           |
| 3.      | Slovenske Konjice | 5155             |
| 4.      | Rogaška Slatina   | 5082             |
| 5.      | Žalec             | 4983             |
| 6.      | Šentjur           | 4927             |
| 7.      | Laško             | 3284             |
| 8.      | Zreče             | 2998             |
| 9.      | Šoštanj           | 2927             |

## Gminy
Region statystyczny Savinja obejmuje 31 następujących gmin:
- Braslovče
- Celje
- Dobje
- Dobrna
- Gornji Grad
- Kozje
- Laško
- Ljubno
- Luče
- Mozirje
- Nazarje
- Podčetrtek
- Polzela
- Prebold
- Rečica ob Savinji
- Rogaška Slatina
- Rogatec
- Slovenske Konjice
- Solčava
- Šentjur
- Šmarje pri Jelšah
- Šmartno ob Paki
- Šoštanj
- Štore
- Tabor
- Velenje
- Vitanje
- Vojnik
- Vransko
- Zreče
- Žalec

Gminy Bistrica ob Sotli i Radeče były częścią regionu do stycznia 2015; w 2015 roku stały się częścią regionu statystycznego Dolna Sawa.

## Demografia
Liczba ludności w 2020 roku wynosiła 263 322. Całkowita powierzchnia regionu wynosi 2301 km².

## Gospodarka
Struktura zatrudnienia: 51,8% usługi, 45,6% przemysł, 2,6% rolnictwo.

### Turystyka
Przyciąga 10,4% ogółu turystów w Słowenii, przy czym większość (52,8%) stanowią Słoweńcy.

## Transport
- Długość autostrad: 64,8 km
- Długość pozostałych dróg: 5754,3 km